# Dendrobium multilineatum
Dendrobium multilineatum là một loài thực vật có hoa trong họ Lan. Loài này được Kerr mô tả khoa học đầu tiên năm 1933.